# Al-Farabi
Abū Naṣr Muḥammad ibn al-Faraj al-Fārābī o, en algunas fuentes, Muḥammad ibn Muḥammad ibn Tarjan ibn Uzalag al-Fārābī (en lenguas túrquicas, Farabi, en persa, ابو نصر محمد فارابی), conocido en Occidente con el nombre de Farabius, Al-Farabi, Farabi, Abunaser o Alfarabi, fue un filósofo medieval y polímata centroasiático túrquico. Nació en Wasil en 872 en el distrito de Farab en el Turquestán Occidental (actual Turkmenistán y antaño Transoxiana) y murió en Damasco, Siria en 950. Estudió todas las ciencias y las artes de su tiempo por lo que se le llamó Maestro Segundo, por referencia a Aristóteles, el Maestro Primero.
Estudió en Bagdad (Irak). A él se debe el comentario de La República de Platón y un Sumario de las Leyes de Platón.

## Biografía
Al-Farabi fue llamado Segundo Maestro por Averroes (Ibn Rusd) y Maimónides; el Primer Maestro era sin duda Aristóteles quien en opinión de Averroes estableció definitivamente la gloria de la filosofía. Al-Farabi fue uno de los primeros que estudió, comentó y difundió entre los árabes la filosofía de Aristóteles.
Hijo de una noble familia, su padre fue un militar de la corte turca, aunque no se conoce con certeza su procedencia étnica, llegando a creer actualmente que era persa. Abu Nasr Al-Farabi estudió en Bagdad (Irak), gramática, filosofía, matemáticas, música y ciencias, teniendo como maestro a Abu Bishr Matta ibn Yunus y frecuentando a los filósofos cristianos nestorianos de la traslatio studiorum de los griegos en el mundo árabe.
La clausura, por orden de Justiniano I en 529 de las escuelas filosóficas paganas de Atenas, significó el final de la Academia de Platón y la dispersión de la filosofía griega a otras ciudades. Los filósofos griegos platónicos se refugiaron en Alejandría, Harrán y Antioquía (Siria) antes de expandirse por Bagdad. Al-Farabi se relacionó con algunos de estos traductores, como Yuhanna (Johannes) ben Hylan.
Su elocuencia y su talento para la música y la poesía se ganaron el aprecio del sultán de Siria, Sayf al-Dawla, quien quiso incorporarlo a su corte. Según una versión, Al-Farabi se negó a la petición y excusándose se marchó del palacio, siendo asesinado por dos ladrones cuando volvía de camino. Según otra versión, pasó gran parte de su vida en la corte de Siria mantenido por el príncipe (R. Ramón Guerrero: “Apuntes biográficos de al-Fârâbî según sus vidas árabes”, Anaquel de Estudios Árabes, 14 (2003) 231-238).
En 943, Farabi se instaló en Alepo y viajó por Egipto. Murió en Damasco en 950.

## Obra y pensamiento

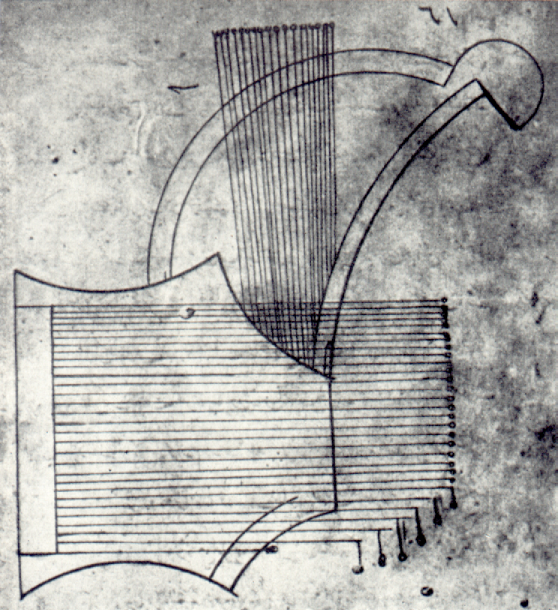
Instrumento musical llamado šāh-rūd. Ilustración del libro de Al-Farabi Kitāb al-mūsīqī al-kabīr.

Fue un filósofo que trabajaba textos de Platón y Aristóteles viviendo en un contexto cargado de perturbaciones a consecuencia de las relaciones existentes entre el Islam y los sucesores políticos del Profeta: el califato central se dividía en emiratos y estados que querían ser independientes. Es de suponer que este fondo histórico e intelectual sería contemplado en los textos de Al-Farabi.
Seguramente para el intelectual occidental resultaría difícil comprender los pormenores de la ciencia religiosa y el derecho musulmán (fiqh) que estructuraban las particularidades y discusiones que se desarrollaban en el seno de la vida intelectual en el país islámico, y que entraban en contradicción con la formación de Farabi influenciada por los intelectuales de confesión cristiana (nestoriana), a la que hay que añadir las múltiples influencias del Neoplatonismo que tuvieron gran importancia en la recepción e interpretación de Aristóteles (cf. Pseudo-Aristóteles, Teología de Aristóteles).
Farabi, muy interesado por cuestiones del régimen político, comienza a publicar textos, comentarios y síntesis personales sobre la filosofía de Platón y de Aristóteles. Escribió una obra concerniente a El acuerdo de los filósofos Platón y Aristóteles (entre quienes negaba que hubiera contradicción), una enumeración de los Diálogos de Platón, una obra dedicada a las Opiniones de los habitantes de la Ciudad virtuosa y un Sumario de las Leyes de Platón. 
Hablando de Aristóteles (del que los árabes medievales parecían ignorar por completo la obra La política), Al-Farabi dedicó todos sus esfuerzos a la filosofía política de Platón. Comenta La República distinguiendo dos tipos de enseñanza: la de Sócrates y la de Trasímaco (el personaje más violento representado en La República). Las enseñanzas de Sócrates son gratas y se dirigen a los filósofos; pero Sócrates pereció acusado de impiedad. Las enseñanzas de Trasímaco son unas enseñanzas capaces de manipular las opiniones y pasiones que se incuban en la ciudad, pudiendo de igual modo excitar o calmar a los ciudadanos. Es en este contexto en el que se halla la fibra del legislador.
Al-Farabi creía que el hombre vivía en sociedad por naturaleza y la unidad mínima era la ciudad. En su obra La Ciudad Ideal describe varias formas de gobierno y una ciudad utópica gobernada por un líder que lleva a los ciudadanos a una vida contemplativa gracias a la sabiduría divina. Sin embargo, señaló tres defectos por los que un gobierno no alcanza su ideal: por ignorancia, error o perversión de la virtud.
El estilo de Al-Farabi toma prestados motivos esotéricos conforme a las tradiciones numerológicas conocidas por todos.
Avicena, nacido 30 años después de la muerte del filósofo, fue influenciado enormemente con la lectura de los "Comentarios sobre la Metafísica" que Al-Farabi escribiera sobre el texto de Aristóteles; lo que lo llevó a ser llamado el Tercer Maestro, después de los anteriores.